# 9385 Avignon
A 9385 Avignon (ideiglenes jelöléssel 1993 TJ30) a Naprendszer kisbolygóövében található aszteroida. Eric Walter Elst fedezte fel 1993. október 9-én.